# 티란섬

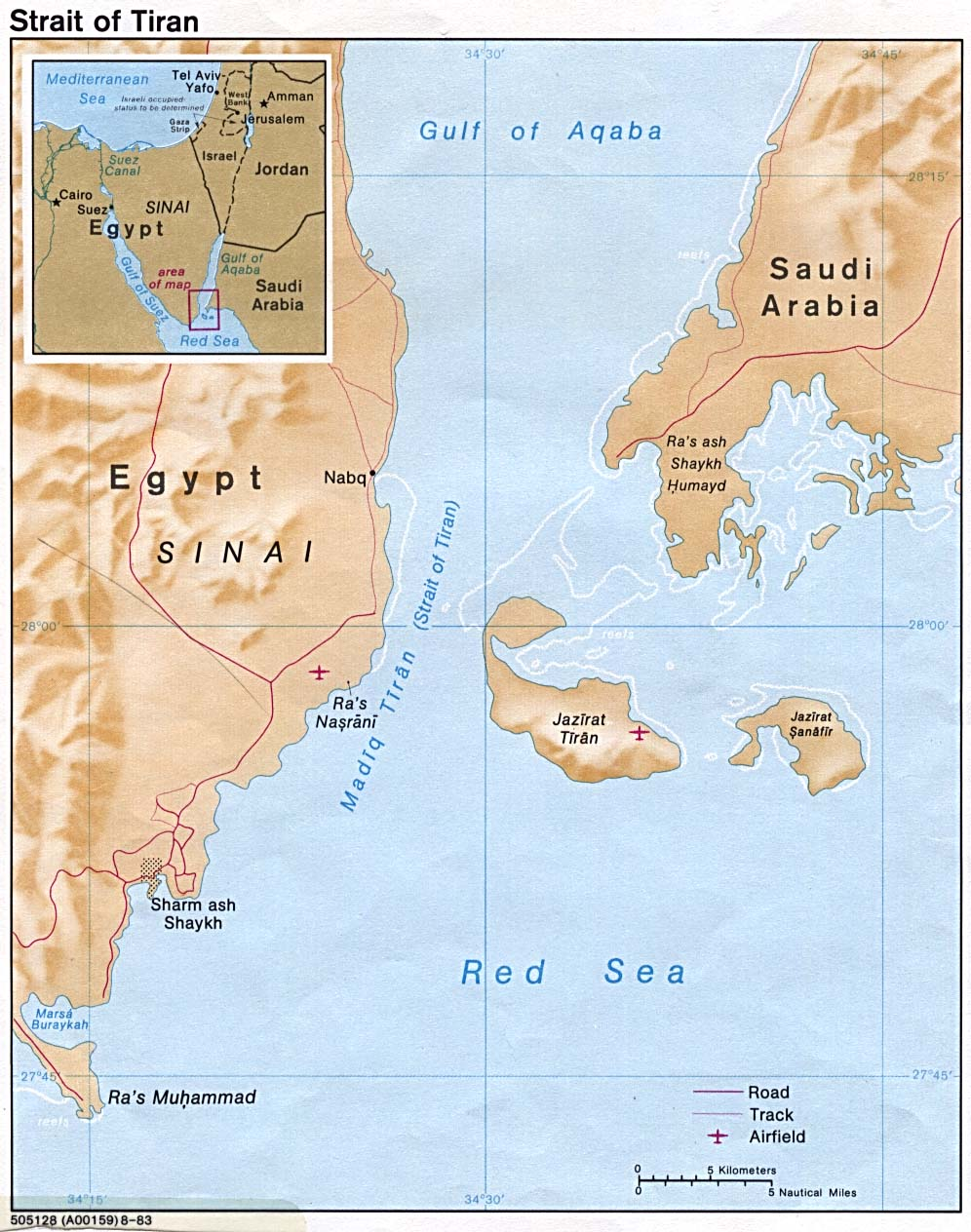
티란섬과 사나피르섬의 위치

티란섬(아랍어: جزيرة ثيران)은 사우디아라비아의 섬이다. 2016년 이전에는 이집트의 소유였으나, 2016년 4월 8일 이전 절차가 완료되어 사우디아라비아 소속이 되었다. 홍해의 두 섬인 티란섬과 사나피르섬의 영유권은 이집트와 사우디아라비아 간 해상 국경 협정의 일환으로 공식적으로 사우디아라비아에 양도되었다. 이 협정은 이후 이집트 의회에서 승인되었고 최종적으로 2017년 6월 24일에 압둘 파타 엘시시 대통령이 승인했다.